# شرف‌السلطنه
شرف‌السلطنه (زنده در ۱۳۲۰ خورشیدی) شاهزاده قاجار و دختر ناصرالدین‌شاه و وقارالسلطنه بود. او با مصطفی رجالی (دبیرالدوله) ازدواج کرد و صاحب دو پسر و چهار دختر شد.